# Chozas de Canales
Chozas de Canales es un municipio y localidad española de la provincia de Toledo, en la comunidad autónoma de Castilla-La Mancha. El término municipal tiene una población de 4887 habitantes (INE 2024).

## Toponimia
El término Chozas de Canales se deriva del nacimiento de la población: vecinos de Canales construyeron chozas donde posteriormente se edificaría el caserío.

## Geografía
El municipio se encuentra situado en un valle de la comarca de La Sagra y linda con los términos municipales de Casarrubios del Monte, El Viso de San Juan, Palomeque, Lominchar, Recas y Camarena, todos de Toledo.

## Historia
En el siglo XVII Pedro Coloma y Escolano, secretario de estado de Felipe IV compra la zona que comprende los despoblados de Canales y Regachuelo, y las villas de Chozas y Yunclillos. En 1680 se le concedió el vizcondado de Canales y Chozas e instituyó un mayorazgo con estas y otras tierras. Un siglo después, al extinguirse los herederos pasó a manos del obispado de Calahorra y La Calzada. A finales del siglo XVIII aún se conservaba el palacio marquesal.
A mediados del siglo XIX tenía 148 casas y el presupuesto municipal ascendía a 12 000 reales. La producción agrícola consistía en trigo, cebada, algarroba, aceite y vino.

## Demografía
Cuenta con una población de 4887 habitantes (INE 2024).
| Gráfica de evolución demográfica de Chozas de Canales entre 1842 y 2021                                               |
| |
| Población de derecho según los censos de población del INE. Población de hecho según los censos de población del INE. |

| 1006                      | 1023 | 1011 | 1002 | 1078 | 1163 | 1310 | 1613 | 1764 | 2084 | 4068 | 4083 |
| (Fuente: INE [Consultar]) |      |      |      |      |      |      |      |      |      |      |      |

NOTA: La cifra de 1996 está referida a 1 de mayo y el resto a 1 de enero.

## Economía
Aunque tradicionalmente su economía se ha basado en la industria agro-ganadera, en los últimos años, gracias a su cercanía a Madrid, se ha producido un incremento de la construcción y de los servicios que ha redundado en un aumento de la población. 
La industria se está viendo reforzada con la construcción de un polígono industrial, "El Laurel", en las afueras del municipio.
La agricultura es en su mayoría de secano, destacando el cultivo de la vid, de donde se saca la uva que es transformada en vino en la Cooperativa Santa María Magdalena. Las variedades de vino son tinto, blanco y rosado, bajo las marcas "Rocanales" y "Chozuelas", extraído de uvas de variedad Garnacha y Cabernet Sauvignon.

## Administración
| Periodo   | Nombre                                         | Partido                                 |
| --------- | ---------------------------------------------- | --------------------------------------- |
| 1979-1983 | Crispín Juzgado Santos                         | PCE                                     |
| 1983-1987 | Antonio Antúnez Benítez                        | PSOE                                    |
| 1987-1991 | Antonio Antúnez Benítez                        | PSOE                                    |
| 1991-1995 | Antonio Antúnez Benítez                        | PSOE                                    |
| 1995-1999 | Antonio Antúnez Benítez                        | PSOE                                    |
| 1999-2003 | Antonio Antúnez Benítez                        | PSOE                                    |

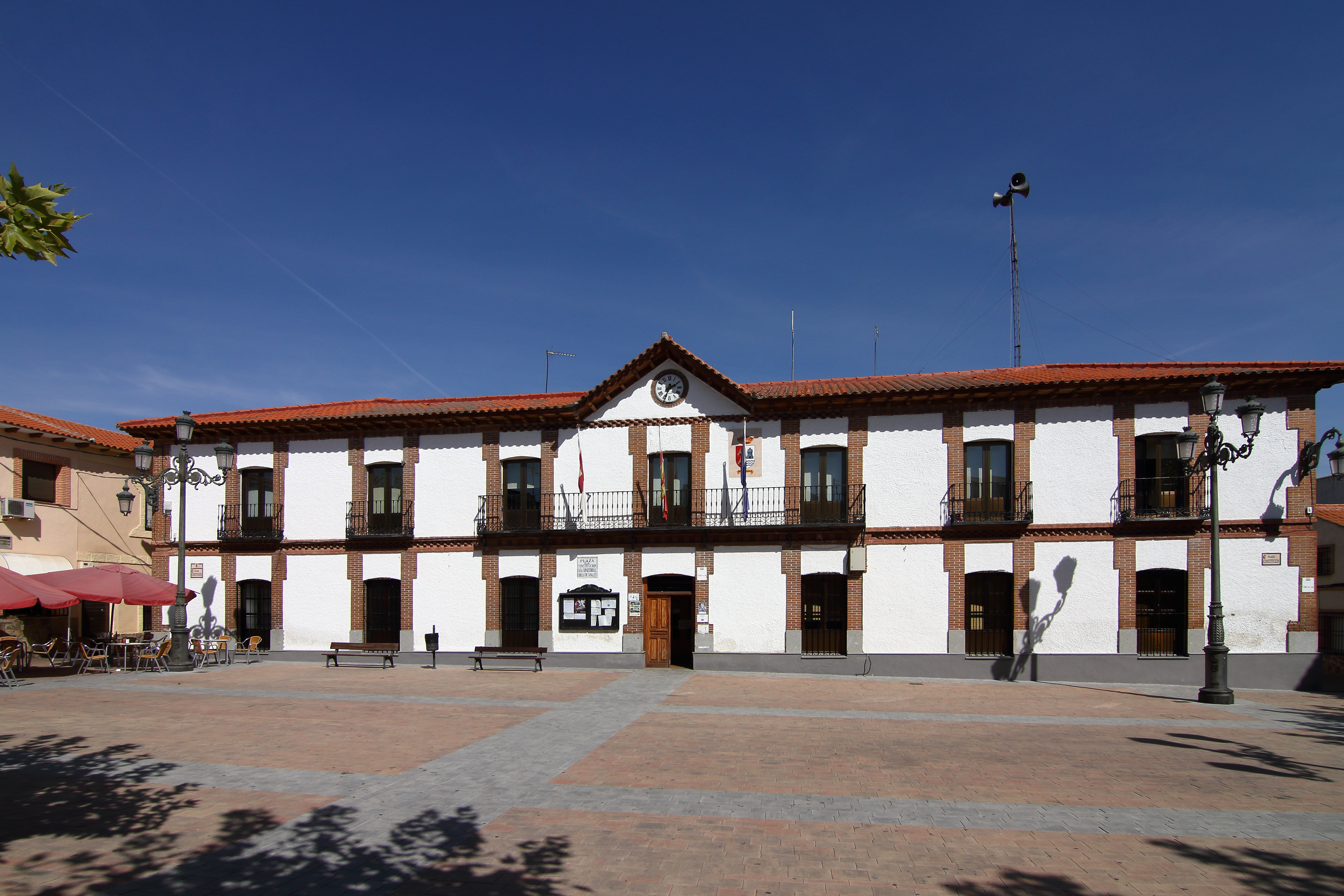
Casa consistorial

| 2003-2007 | Antonio Antúnez Benítez Tomás Martín Bargueño  | PSOE                                    |
| 2007-2011 | Julián Agudo Santos Ignacio Pitaluga de Aldana | PP Independiente tras abandonar el PSOE |
| 2011-2015 | Ignacio Pitaluga de Aldana                     | PSOE                                    |
| 2015-2019 | Ana María Baltasar Triguero                    | PP                                      |
| 2019-2023 | Antonio Antúnez Benítez                        | Queremos                                |
| 2023-act. | Nuria Robledo González                         | PSOE                                    |

## Patrimonio
A destacar la ermita del Cristo de la Misericordia y la iglesia parroquial de Santa María Magdalena.

## Fiestas
- Primer fin de semana de mayo: Cristo de las Misericordias.
- Fin de semana más próximo al 15 de mayo: San Isidro Labrador.
- 22 de julio: Santa María Magdalena.
- Primer fin de semana de septiembre: Virgen chica (Virgen de Loreto)